# Општина Емануил Папас
Општина Емануил Папас (грч. Δήμος Εμμανουήλ Παππά, Димос Емануил Папа) је општина у Грчкој у округу Сер, периферија Средишња Македонија. Административни центар је насеље Хрисо.

## Насељена места
Општина Емануил Папас је формирана 1. јануара 2011. године спајањем 2 некадашње административне јединице: Емануил Папас и Струма.
- Општинска јединица Емануил Папас: Хрисо, Горња Нушка, Доња Нушка, Емануил Папас, Нови Сули, Пендаполи, Свети Дух, Сикија, Тумба.
- Општинска јединица Струма: Кешишлк, Бејлик Махала, Вержани, Вернар, Месокоми, Моновриси, Ново Село, Петелинос.